# Budimir Janošević
Budimir Janošević (serbiska: Будимир Јаношевић), född 21 oktober 1989 i Belgrad, dåvarande Jugoslavien och nuvarande Serbien, är en serbisk professionell fotbollsmålvakt som förnärvarande är kontraktslös.

## Klubblagskarriär

### Tidig karriär
Janošević inledde som sexåring sin fotbollskarriär i moderklubben FK Čukarički där han gick hela vägen från ungdomsfotboll via klubbens U19-lag till A-laget.

### FK Čukarički
A-lagsdebuten i ligan för FK Čukarički skedde i premiären av Jelen SuperLiga säsongen 2009/2010, hemma mot FK Javor Ivanjica på Stadion na Banovom brdu i Belgrad den 15 augusti 2009 då han spelade hela matchen under managern Miloljub Ostojić ledning. Matchen slutade i uddamålsförlust 1–0. Det blev sedan sju raka matcher för Janošević i FK Čukarički innan klubben på grund av ekonomiska bekymmer valde att sälja honom.

### FK Jagodina
Den nya klubbadressen blev FK Jagodina som också spelade i Jelen SuperLiga. Debuten skedde i den 21:a omgången då FK Jagodina tog emot FK Hajduk Kula hemma på Gradski stadion i Jagodina den 27 mars 2010 och Janošević ersatte Milutin Ivanović vid ställningen 1–0 inför den andra halvleken och höll nollan samt drog på sig ett gult kort i den 89:e matchminuten. Matchen vann man slutligen med 2–0.
Det blev under våren 2010 spel i åtta ligamatcher för honom då FK Jagodina slutade på sjätte plats i tabellen. Han höll den första hela nollan hemma mot seriesegrarna FK Partizan Belgrad (0–0) den 11 april 2010. Säsongen 2010/2011 blev det endast två matcher för honom i slutet av säsongen då laget slutade på tolfte plats i Jelen SuperLiga. Att det endast blev två matcher var för att FK Jagodina även hade den mer rutinerade serben Igor Bondžulić och kroaten Marko Šimić som stod 16 respektive elva seriematcher under säsongen.

### FK Vojvodina
Under sommaren 2011 flyttade Janošević till FK Vojvodina som också spelade i Jelen SuperLiga där man säsongen 2010/2011 slutat på tredje plats. Förstemålvakt i klubben var bosniske Nemanja Supić och debuten för den nya klubben skedde för Janošević del först i den 21:a omgången, hemma mot hans tidigare klubb FK Jagodina på Stadion Karađorđe i Novi Sad den 31 mars 2012, han höll nollan då matchen slutade mållöst. Janošević  i tröja nummer 1 under managern Dejan Vukićević ledning. Det blev ytterligare tre matcher för honom under slutet av säsongen då FK Vojvodina slutade på tredje plats i tabellen.

### FK Rad
Janošević gjorde en väldigt kort period i FK Rad där han fick inte fick förtroende i en enda match.

### FK Teleoptik
Efter endast en halv säsong i FK Rad lämnade Janošević klubben för FK Teleoptik, som då spelade i den serbiska andraligan, Prva Liga. Debuten för dem skedde hemma mot FK Proleter (2–2) på Sportski Centar Partizan-Teleoptik i Zemun den 9 mars 2013 under managern Vuk Rašović ledning då han spelade hela matchen. Hemmalaget var på väg mot tre poäng, men fick nöja sig med en efter att inhopparen Srđan Vujaklija kvitterat i den 91:a matchminuten. Hans första nolla för FK Teleoptik kom i debutmatchens efterföljande omgång, borta mot FK Novi Sad (0–0) på Stadion na Detelinari i Novi Sadden den 23 mars 2013. Budimir spelade tolv matcher då FK Teleoptik slutade på 13:e plats i Prva Liga och han höll nollan i tre av matcherna.

### FK Spartak Subotica
Efter en halv säsong i FK Teleoptik vände Budimir Janošević sommaren 2013 blickarna till FK Spartak Subotica, som spelade i Jelen SuperLiga, och han skrev på ett ettårskontrakt. Förstemålvakt under säsongen var serben Branimir Aleksić som stod i mål i 25 matcher då man slutade på tionde plats i tabellen. Janošević debuterade i den 26:e omgången, borta mot sin forna klubb FK Čukarički (1–1) den 26 april 2014 och han spelade hela matchen i tröja 25 då bortalaget genom Goran Antonić fastställde slutresultatet i den 89:e matchminuten. Managern Dragan Kanatlarovski valde att ställa Janošević i mål under de fem sista omgångarna av säsongen 2013/2014 då förstemålvakten Branimir Aleksić efter säsongen skulle lämna för AEL Kallonis FC i den grekiska högstaligan.
Budimir Janošević stod de första 15 ligamatcherna för FK Spartak Subotica under säsongen 2014/2015 och noterades för sju hållna nollor i dessa matcher.

#### Lån till Adana Demirspor Kulübü
I slutet av januari 2015 var det nära att Janošević anslöt till AIK träningsläger i Dubai, men efter ett sent bud precis innan transferfönstret stängde lånades han istället ut till turkiska Adana Demirspor Kulübü under sex månader och debuten lät inte vänta på sig. Den 5 februari 2015 möttes hans nya klubb och Sarıyer Spor Kulübü (2–3) i den inhemska cupen på Yusuf Ziya Öniş Stadyumu i İstanbul och man slogs ut efter att hemmalaget avgjort genom Cemre Atmaca i den 78:e matchminuten. Tre dagar senare var det dags för Janošević  premiär i PTT 1. Lig, den turkiska andraligan då man tog emot Giresunspor (1–1) hemma på 5 Ocak Fatih Terim Stadı i Adana. Janošević startade i tröja nummer 27 under ledning av den turkiske managern Ünal Karama. Det blev sammanlagt 17 matcher i PTT 1. Lig och det efterföljande kvalet för honom då Adana Demirspor Kulübü slutade på fjärde plats i tabellen och han höll nollan i sex av matcherna. I kvalet förlorade man med sammanlagt 2–3 i dubbelmötet med Antalyaspor. Den 4 april 2015 upplevde Janošević troligen sin märkligaste match i karriären då hans lag mötte Karşıyaka Spor Kulübü borta på İzmir Atatürk Stadyumu i İzmir. Bortalaget gick fram till en 3–0-ledning efter 19 spelade minuter och hade 4–2 i mitten av den andra halvleken, men föll till slut med 5–6.

#### Tillbaka i FK Spartak Subotica
Janošević återkom till FK Spartak Subotica inför säsongen 2015/2016 och spelade 28 ligamatcher samt tre cupmatcher innan det under säsongen 2016/2017 var dags för en flytt till Sverige.

### IF Brommapojkarna
Den 23 februari 2017 värvades Budimir Janošević av IF Brommapojkarna, som då spelade i Superettan, då parterna tecknade ett ettårskontrakt.
Debuten för honom skedde i kvartsfinalen av Svenska cupen 2016/2017 då IF Brommapojkarna ställdes mot IF Elfsborg (2–1) inför 1 425 åskådare på Borås Arena. Janošević startade matchen i tröja nummer 20 under ledning av chefstränaren, och före detta AIK-spelaren samt mångårige landslagsmannen, Olof Mellberg. Brommapojkerna föll sedan, med Janošević mellan stolparna, i semifinalen borta mot IFK Norrköping (0–4) inför 2 895 åskådare på Östgötaporten i Norrköping den 19 mars 2017. Det var tredje gången genom tiderna som Brommapojkarna var framme i Svenska cupens semifinal och den före detta AIK-spelaren Jack Lahne debuterade för bortalaget i cupmatchen.
Han debuterade i Superettan den 1 april 2017 i en 0–0-match mot Dalkurd FF. I inledningen av ligan inledde Janošević med att hålla nollan i de fyra första matcherna, men i och med hemmamötet med IK Frej (0–1) den 29 juli 2017 var det på grund av en skada färdigspelat för säsongen och Rasmus Emanuelsson stod i mål under resten av säsongen. Det var länge ett frågetecken om korsbandet var av, men efter en MRI-undersökning konstaterades att så ej var fallet. Det blev 16 matcher för honom i Superettan under året då Brommapojkarna slutade på första plats i tabellen, fyra poäng före Dalkurds FF och tio poäng före Trelleborgs FF på kvalplats, och därmed kvalificerade sig för Allsvenskan 2018. Janošević noterade åtta nollor och ett gult kort under sin debutsäsong i Superettan, nollorna kom borta mot Dalkurd FF (0–0), hemma mot Örgryte IS (3–0), borta mot IFK Värnamo (1–0), hemma mot Norrby IF (3–0), hemma mot Varbergs BoIS (3–0), hemma mot Degerfors IF (1–0), borta mot Helsingborgs IF (4–0) och borta mot Åtvidabergs FF (5–0).

### AIK
Den 22 november 2017 meddelade AIK Fotboll att man var överens med Budimir Janošević om ett treårskontrakt som sträckte sig till och med den 31 december 2020 och han anslöt till truppen då den gemensamma försäsongsträningen inleddes i januari 2018. Han sa i och med kontrakt skrivandet:
| ”                   | Det är en stor ära för mig att få möjligheten att spela för en klubb med så mycket historia och förväntningar på sig som AIK och jag är här för att vinna titlar. Klubben har de bästa supportrarna, den bästa arenan samt fantastiska förutsättningar och vi behöver vara fokuserade, dedikerade och arbeta hårt för att skriva en fin historia de närmaste åren. Jag kan lova att jag kommer att ge allt för AIK | „ |
| – Budimir Janošević | |   |

#### Säsongen 2018
Janošević satt på bänken i fyra matcher under våren då AIK vann grupp 2 och avancerade till semifinal i Svenska cupen 2017/2018 där det tog stopp mot Djurgården (0–2) hemma på Friends Arena i Solna den 18 mars 2018. Debuten för AIK skedde i den sjätte omgången av Allsvenskan, hemma mot IK Sirius (2–0) inför 15 187 åskådare på Friends Arena den 27 april 2018 då Budimir Janošević, i knäskadade Oscar Linnérs frånvaro, spelade hela matchen i tröja nummer 23 under chefstränaren Rikard Norlings ledning. I den 79:e matchminuten drog han på sig ett gult kort för vad domaren bedömde som maskning. Janošević stod sedan AIK:s sex allsvenska matcher i maj 2018 innan Oscar Linnér återkom mellan stolparna efter VM-uppehållet. Den serbiske målvakten stod även cupmötet mot Sandvikens IF (2–0) inför 2 156 åskådare på Jernvallen i Sandviken, VM-arena 1958, i den andra omgången av Svenska cupen 2018/2019 den 23 augusti 2018. I den 28:e omgången av Allsvenskan tog ett guldjagande AIK en otroligt tung seger då man vann med 2–1 borta mot Östersunds FK inför 6 531 åskådare på Jämtkraft Arena i Östersund den 1 november 2018. Det för kvällen vitklädda AIK-laget spelade nästan hela matchen med endast tio spelare på planen efter ett rött kort på mittfältaren Enoch Kofi Adu då han i mittcirkeln efter 158 sekunders spel satte dobbarna i det högra låret på hemmalagets Rewan Amin. Under den andra halvleken skadade sig AIK-målvakten Oscar Linnér, men han stod kvar mellan stolparna under hela matchen. Oscar Linnér missade dock de avslutande två omgångarna på grund av ljumskskadan vilket gav Janošević en jättemöjlighet att bli guldhjälte under sin första säsong i klubben.
I den näst sista omgången tog AIK den 4 november 2015 emot Gif Sundsvall inför 50 128 åskådare på Friends Arena, klubbens högsta publiksiffra på hemmaplan genom tiderna, och en seger skulle innebära SM-guld för AIK. Trots en ursinnig forcering med bland annat ett ribbskott på stopptid av Heradi Rashidi blev det 0–0 och därmed allt att spela för i serieepilogen borta mot Kalmar FF (1–0) på Guldfågeln Arena i Kalmar inför 11 991 åskådare, varav extremt många guldtörstande AIK-supportrar, den 11 november 2018. AIK säkrade sitt tolfte SM-guld genom tiderna efter Robin Janssons nickmål i den 45:e matchminuten och Janošević höll under stor mental press nollan i de båda avslutande matcherna. Det blev tio tävlingsmatcher under året och han noterade resultatraden 5V-5O-0F i dessa matcher. Han höll nollan i sex av matcherna, hemma mot IK Sirius (2–0), borta mot IF Elfsborg (0–0), borta mot Sandvikens IF (2–0), borta mot Hammarby (1–0), hemma mot Gif Sundsvall (0–0) och borta mot Kalmar FF (1–0).

#### Säsongen 2019
2019 blev det sparsamt med speltid för Budimir Janošević bakom förstemålvakten Oscar Linnér. Janošević stod i mål i bortamötet med Norrby IF (1–1) inför 974 åskådare på Borås Arena i gruppspelet i Svenska cupen 2018/2019 den 24 februari 2019 då AIK spelade av de sista minuterna för att behålla det oavgjorda resultatet och därmed vara serieledare inför den sista omgången. AIK var länge med i kampen för att försvara SM-guldet, men en utebliven straffspark på stopptid borta mot IF Elfsborg (1–1) i den 26:e omgången var ett tungt bakslag som satte en rejäl pinne i hjulet på AIK-maskinen. Efter att Oscar Linnér stått i de 27 första omgångarna drog han på sig en underkroppsskada inför bortamötet med Falkenbergs FF (5–1) vilket gjorde att Janošević för andra året i rad fick chansen mellan stolparna under avslutningen av säsongen. I den näst sista omgången, borta mot Malmö FF (0–2) inför 21 379 åskådare på Eleda stadion den 28 oktober 2019 var AIK tvungna att vinna för att kunna ta en placering topp-3 i Allsvenskan, men hemmalaget gjorde 1–0 i den 78:e matchminuten vilket resulterade i en slutlig fjärdeplats för AIK. Janošević stod de avslutande fyra tävlingsmatcherna under 2019 och hans sista match för året blev det uppskjutna ”bortamötet” med Enskede IK (7–0) inför 4 039 åskådare på Friends Arena i den andra omgången av Svenska cupen 2019/2020 den 9 november 2019. Sammanlagt stod Janošević under 2019 i fem tävlingsmatcher och noterade 3V-1O-1F samt en hållen nolla.

#### Säsongen 2020
Inför säsongen 2020 sålde AIK målvakten Oscar Linnér till tyska Arminia Bielefeld som spelade i 2. Bundesliga och värvade istället in den 27-årige dansken Jakob Haugaard med meriter från bland annat Stoke City i engelska Premier League. Haugaard stod i mål i den första gruppspelsmatchen i Svenska cupen 2019/2020, men efter 2–2 hemma mot Jönköpings Södra klev Janošević in mellan stolparna borta mot Örgryte IS (1–0) och hemma mot Kalmar FF (3–1). Pandemin covid-19 sköt sedan upp den allsvenska starten till den 14 juni 2020 och chefstränaren Rikard Norling valde Jakob Haugaard i AIK-målet och dansken stod fram till bortamötet med IFK Göteborg (0–1) på Gamla Ullevi den 2 juli 2020 då han tvingades kasta in handduken under uppvärmningen och Janošević  tog istället plats i bortamålet.
Matchen såg ut att sluta mållös, vilket hade speglat matchbilden rätt väl, men i den 92:a matchminuten rensade AIK:s back Karol Mets bort bollen från eget straffområde och den fastnade på Mattias Bjärsmyr som nickade fram den till Tobias Sana längs högerkanten och han vinklade bollen vidare till framrusande Emil Holm som tog sig förbi inhopparen Stefan Silva och in i straffområdet där han centrerade en passning in mot AIK-målet. Bollen touchade foten på Karol Mets och vidare mot den främre stolpen där den touchade Sargon Abraham eller Robin Tihi innan den precis passerade under den högra utsträckta handen på Budimir Janošević och fortsatte mot den bortre stolpen som den träffade och studsade inåt mål då Panajotis Dimitriadis dök upp och rensade bort bollen. Den assisterande domaren bedömde dock att hela bollen passerat mållinjen och 1–0 till hemmalaget var ett faktum vilket också blev slutresultatet.
Janošević stod ytterligare tre allsvenska matcher i juli 2020 innan Jakob Haugaard återvände till spel. Under landslagsuppehållet i början av september 2020 hade AIK under nye chefstränaren Bartosz Grzelak planerat in en träningsmatch borta mot IFK Norrköping (1–0) och matchen fick stor betydelse gällande rollen som förstemålvakt under hösten. Janošević stod träningsmatchen och höll nollan efter att bland annat räddat en straffspark från Abdulrazaq Ishaq i den 21:a matchminuten efter att domaren Farouk Nehdi bedömt att Rasmus Lindkvist knuffat Ishaq i ett skottläge. AIK-målvakten läste situationen rätt och styrde med vänsterhanden den låga bollen till en resultatlös hörna. När Allsvenskan återupptogs efter uppehållet så skedde det för AIK:s del den 13 september 2020 borta mot Malmö FF (0–0) med Janošević i mål på Eleda stadion i Malmö. AIK-spelarna slet som galärslavar i en tuff bortamatch där man även fick Ebenezer Ofori och Sotirios Papagiannopoulos utvisade mot de blivande svenska mästarna, men trots hela tio minuters stopptid i den andra halvleken fick AIK med sig en poäng som skulle visa sig enormt viktig för lagmoralen i det då utsatta tabelläget.
AIK radade upp nio raka allsvenska matcher utan förlust vilket gjorde laget till formstarkast i serien och Janošević tog över som förstemålvakt resten av året. Det blev sammanlagt 19 tävlingsmatcher under 2020 för honom och han noterade 10V-5O-4F i dessa matcher. I hälften av matcherna höll han nollan, borta mot Örgryte IS (1–0), hemma mot IK Sirius (1–0), borta mot Malmö FF (0–0) i Svenska cupen, hemma mot Hammarby (3–0), hemma mot Mjällby AIF (1–0), hemma mot IFK Göteborg (2–0), borta mot IK Sirius (0–0), hemma mot Varbergs BoIS (1–0) och borta mot Djurgården (1–0). Årets bästa match noterade han möjligtvis borta mot IFK Norrköping (2–2) den 26 oktober 2020 då han svarade för tio räddningar under svåra förhållanden med ett kraftigt ösregn under stora delar av matchen på Östgötaporten.

## Landslagskarriär
Efter sitt genombrott med FK Čukarički säsongen 2009/10 blev Janošević uttagen till Serbiens U21-landslag, där han även senare fick spela en match.

## Meriter
AIK
- Allsvenskan: 2018

Brommapojkarna
- Superettan: 2017